# Lymantria lepcha
Lymantria lepcha este o specie de molii din genul Lymantria, familia Lymantriidae, descrisă de Moore 1879 Conform Catalogue of Life specia Lymantria lepcha nu are subspecii cunoscute.